# ناکست جی‌اس
ناکست جی‌اس (به انگلیسی: Nuxtjs) یک کتابخانه جاوا اسکریپت آزاد و متن‌باز مبتنی بر ویو جی‌اس، نود جی‌اس، وب‌پک و بابل جی‌اس است. ناکست از نکست جی‌اس الهام گرفته شده‌است که چارچوبی با هدفی مشابه، بر اساس ری‌اکت است. این فریمورک با عنوان یک «Meta-framework for universal applications» به معنای متا-فریمورک برای برنامه‌های جهانی تبلیغ می‌شود. اصطلاح «جهانی» در اینجا به این معناست که این چارچوب توسعه‌دهندگان را قادر می‌سازد تا رابط کاربر گرافیکی وب را در جاوااسکریپت با استفاده از کامپوننت‌های تک‌صفحه‌ای ویو جی‌اس بسازند و این هم می‌تواند به عنوان نماهای برنامه تک‌صفحه‌ای (single-page application) درون مرورگر عمل کند و هم به عنوان نماهای وب رندر شده سمت سرور تا بتوان بهترین عملکرد را از برنامه‌های تک‌صفحه‌ای داشت.
علاوه بر این، نکاست به توسعه‌دهندگان این امکان را می‌دهد تا محتوا یا بخش‌هایی از آن را که قبلاً به‌طور کامل در سمت سرور رندر شده به روش تولید صفحات وب استاتیک (static site generation) ارائه کنند.
از جمله مزایای این چارچوب، کاهش زمان تعامل و بهبود سئو در مقایسه با برنامه‌های تک‌صفحه‌ای است؛ زیرا محتواهای کامل هر صفحه قبل از اجرا توسط مرورگر، توسط وب سرور ارائه شود؛ به عبارت دیگر، می‌توان هم مزایای صفحات اچ‌تی‌ام‌ال رندر شده در سمت سرور به شیوه سنتی را داشت و هم تعامل بهبودیافته و رابط کاربری پیشرفته برنامه‌های تک‌صفحه‌ای ویو جی‌اس را حفظ کرد.
مزیت اصلی خود فریمورک ناکست جی‌اس این است که پیکربندی و راه‌اندازی چنین برنامه‌هایی را برای توسعه‌دهنده برنامه ساده‌تر و یکپارچه‌تر می‌کند که می‌تواند به سادگی بخش‌های رابط کاربری برنامه را طوری توسعه بدهد.
آخرین نسخه ناکست جی‌اس ۳٫۰ است که از سوی توسعه‌دهنگان آن معرفی شده‌است.